# Francbord
El francbord, segons definit en el Conveni Internacional sobre Línies de Càrrega de l'Organització Marítima Internacional (IMO), és la distància mesurada verticalment al centre del vaixell, des de la intersecció de la cara superior de la coberta de francbord amb la superfície exterior del folre, fins a la línia de càrrega corresponent.

## Antecedents del francbord

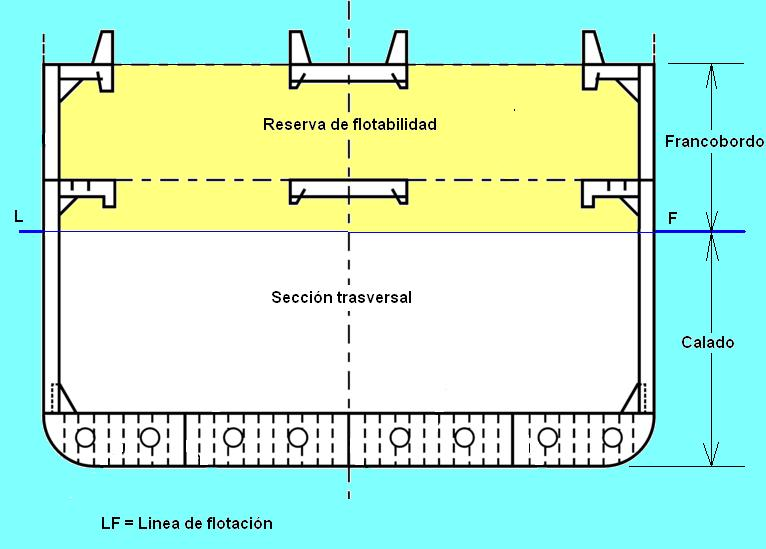
Reserva de flotabilitat i francbord

La necessitat d'establir principis i regles per limitar el calat dels vaixells ha estat, històricament, tema de discussió.
A Gran Bretanya, a principis del segle xix, els asseguradors van establir una llei molt simple, per la qual el francbord hauria de tenir de 2 a 3 polzades per cada peu de puntal de bodega. Per limitar el calat dels vaixells, cap a l'any 1835 la Lloyd's Register va fixar tres polzades de francbord per cada peu de puntal de bodega.
El 1875 Samuel Plimsoll, membre del parlament, va promoure la legislació d'una marca dels costats del vaixell, per indicar el calat fins al qual es podria carregar. Aquesta marca és coneguda com a  Disc Plimsoll , encara que la seva denominació oficial és la de marca de francbord.
En definitiva fixar un francbord té per objecte garantir un volum de reserva de flotabilitat, que permeti al vaixell afrontar amb èxit una inundació parcial. Aquest valor com se sap varia segons la zona de navegació. Fixant el límit legal al desig del propietari de transportar un màxim de càrrega compatible amb les regulacions adoptades per la convenció per a la protecció de la vida humana al mar ( SOLAS  per les seves inicials en anglès: Safety of Life at Sea).
Posteriorment l'OMI va establir els Convenis Internacionals sobre Línies de Càrrega de 1930 i de 1966.

## Funcions del francbord
Hi ha tres raons fonamentals per tenir un volum mínim del buc de la nau fora de l'aigua:
- Com reserva de flotabilitat, perquè quan el vaixell navegui entre onades l'aigua embarcada sigui la mínima.

- En cas d'inundació del vaixell, també la reserva de flotabilitat evitarà el seu enfonsament, o si més no, el retardarà el màxim possible.

- El francbord influeix en l'estabilitat transversal, ja que en augmentar el francbord, l'angle pel qual s'anul·la l'estabilitat, també augmenta.

## Francbord mínim

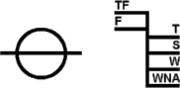
francbord.

- Francbord d'estiu. El francbord d'estiu serà el francbord obtingut de les taules, més modificacions i correccions, segons el Reglament del Conveni Internacional sobre Línies de Càrrega.

- Francbord tropical. El francbord mínim a la zona tropical serà el francbord obtingut restant del francbord d'estiu un quaranta i vuitè del calat d'estiu, mesurat des del cant alt de la quilla del disc de la marca de francbord.

- Francbord d'hivern. El francbord mínim d'hivern serà el francbord obtingut afegint al francbord d'estiu un quaranta i vuitè del calat d'estiu, mesurat des de l'extrem alt de la quilla fins al centre de l'anell de la marca de francbord.

- Francbord per l'Atlàntic Nord, hivern. El francbord mínim per vaixells d'eslora superior a 100 metres que naveguin per qualsevol part de l'Atlàntic Nord, definit d'acord amb el Reglament del Conveni Internacional sobre Línies de Càrrega, durant el període estacional d'hivern, serà el francbord d'hivern més 50 mm (2 polzades). Per als altres vaixells el francbord per l'Atlàntic Nord, hivern, serà el francbord d'hivern.

- Francbord d'aigua dolça. El francbord mínim en aigua dolça de densitat igual a la unitat s'obtindrà restant del francbord mínim en aigua salada, el permès en aigua dolça.

El permès en aigua dolça és igual al quocient entre el desplaçament en aigua salada, en tones, a la flotació en càrrega d'estiu entre 40 vegades les tones per centímetre d'immersió en aigua salada, a la flotació en càrrega d'estiu.